# Anka Moldovan
Anca Teodora Moldovan Feier (n. 1976) es una política y pintora hispano-rumana, diputada de la x legislatura de la Asamblea de Madrid.

## Biografía
Nacida en la ciudad rumana de Cluj-Napoca el 25 de febrero de 1976, e hija de un sacerdote ortodoxo, se trasladó a la edad de tres años a España. Licenciada en historia del Arte en la Universidad Autónoma de Madrid (UAM), se dedicó a la pintura y a la mediación intercultural. Trabajadora en el CEPI Hispano-Rumano de Alcalá de Henares, en 2008 ingresó en el comité ejecutivo del Partido Popular de Madrid. Número 69 en las listas del Partido Popular para las elecciones a la Asamblea de Madrid de 2015, sustituyó en 2017 a la diputada Josefa Aguado, que había dimitido por su imputación en el Caso Gürtel, jurando el cargo el 1 de junio de dicho año. Se convirtió así en la primera diputada de origen rumano en la cámara autonómica.